# Maszewo (gemeente in powiat Krośnieński)
De gemeente Maszewo is een landgemeente in het Poolse woiwodschap Lubusz, in powiat Krośnieński (Lubusz).
De zetel van de gemeente is in Maszewo.
Op 30 juni 2004 telde de gemeente 2991 inwoners.

## Oppervlakte gegevens
In 2002 bedroeg de totale oppervlakte van gemeente Maszewo 213,56 km², waarvan:
- agrarisch gebied: 27%
- bossen: 64%

De gemeente beslaat 15,37% van de totale oppervlakte van de powiat.

## Demografie
Stand op 30 juni 2004:
| Omschrijving                   | Totaal | Totaal | Vrouwen | Vrouwen | Mannen | Mannen |
| ------------------------------ | ------ | ------ | ------- | ------- | ------ | ------ |
| eenheid                        | aantal | %      | aantal  | %       | aantal | %      |
| inwoners                       | 2991   | 100    | 1504    | 50,3    | 1487   | 49,7   |
| bevolkingsdichtheid (inw./km²) | 14     | 14     | 7       | 7       | 7      | 7      |

In 2002 bedroeg het gemiddelde inkomen per inwoner 1254,98 zł.

## Administratieve plaatsen (sołectwo)
Bytomiec, Chlebów, Gęstowice, Granice, Korczyców, Lubogoszcz, Maszewo, Miłów, Połęcko, Radomicko, Rybaki, Rzeczyca, Skarbona, Skórzyn, Trzebiechów-Siedlisko.

## Aangrenzende gemeenten
Bytnica, Cybinka, Gubin, Krosno Odrzańskie, Torzym